# Hans-Jürgen Sasse
Hans-Jürgen Sasse auch Jürgen Saße (* 30. April 1943 in Berlin; † 14. Januar 2015) war ein deutscher Sprachwissenschaftler.

## Leben
Sasse studierte Allgemeine Sprachwissenschaft, Indogermanistik, Semitistik und Balkanologie in Berlin, Thessaloniki und München. 1970 wurde er in München im Fachbereich Semitistik mit seiner Dissertation Linguistische Analyse des arabischen Dialekts der Mhallamiye in der Provinz Mardin (Südosttürkei) promoviert. Von 1972 bis 1977 war er wissenschaftlicher Assistent am Institut für Allgemeine und Indogermanische Sprachwissenschaft in München. 1975 wurde er mit der Schrift Die Morphophonologie des Galab-Verbs für das Fach Allgemeine Sprachwissenschaft habilitiert und 1977 zum ordentlichen Professor erhoben. 1987 folgte er einem Ruf an die Universität zu Köln als Nachfolger Hansjakob Seilers am Lehrstuhl für Allgemeine und Vergleichende Sprachwissenschaft. Sein Nachfolger in München wurde Michael Job. Nach 21 Jahren als Lehrstuhlinhaber in Köln wurde Sasse zum Wintersemester 2008/2009 pensioniert. Sein Nachfolger wurde Nikolaus P. Himmelmann.
Sasse war Mitbegründer der Initiative Dokumentation bedrohter Sprachen der Volkswagenstiftung, Gründungspräsident der Gesellschaft für Bedrohte Sprachen e. V. und seit 2001 ordentliches Mitglied der Nordrhein-Westfälischen Akademie der Wissenschaften.
Sasse beschäftigte sich im Bereich der Allgemeinen Sprachwissenschaft mit grammatischen Relationen und lexikalischen Kategorien (Wortarten), mit Universalienforschung, mit Diskurs und Grammatik, mit Morphosyntax, mit historischer Linguistik und Rekonstruktion, mit Sprachkontakt und Sprachtod sowie mit Lexikonforschung. Von den Sprachen und Sprachfamilien forschte er zu den Balkansprachen (besonders Neugriechisch und Albanisch), afroasiatischen Sprachen (besonders Semitisch und Kuschitisch) und nordamerikanischen Sprachen, besonders zum Irokesischen der  Cayuga. Zahlreiche Feldforschungsaufenthalte in aller Welt untermauerten seine Arbeit.

## Ehrung
- Die Gesellschaft für Kanada-Studien verleiht jährlich einen Jürgen Saße-Förderpreis an akademische Nachwuchskräfte aller Fachrichtungen, deren universitäre Abschlussarbeit oder Doktorarbeit die Aboriginal People Kanadas zum Thema hat.[2]